# Тел Арад
Тел Арад (хебрејски: תל ערד) или "стари" Арад се налази западно од Мртвог мора, око 10 километара западно од савременог Арада, окружен планинским венцом који се зове Арад равница. Локалитет је подељен на доњи град и горње брдо, на ком се налази једини откривени "дом Јахвеа" у Израелу. Тел Арад је ископаван током 18 сезона.

## Доњи град и горње брдо
Доње подручје је први пут насељавано у халколиту, око 4.000 година пре нове ере. Ископавања су показала да је на локалитету присутно велико Хананско насеље из бронзаног доба које се налазило ту све до око 2.650. године пре нове ере. Локалитет је тада напуштен и нико није становао више од 1.500 година. Поново је насељавано од 11. века пре нове ере. Прво се подигло светилиште на горњем брду да би се ускоро подигао гаризонски град зван "Цитадела".
Цитадела и светилиште су изграђени у време краља Давида и Соломона. Артефакти пронађени на локалитету показују да је било даривања уља, вина, пшенице,... које су доносили бројни људи током владавине краљева Јуде све до пада под Вавилонце. Међутим, у током владавина Персијанаца, Римљана и током ране муслиманске ере, мештани су наставили да доносе ове жртве на горње брдо. Фрагментована керамика у којој су се налазиле ове намернице се проналази у великом броју на локалитету.
Под краљевима Јудеје, Цитадела је повремено утврђена, реконструисана и обновљена, али је на крају уништена између 597. године пре нове ере и 577. године пре нове ере, током опсаде Вавилонског цара Набукодоносора II.
Живот Тел Арад и горње Цитадела није завршен са Вавилонском опсадом. На локалитету су пронађени фрагменти керамике са Армејским записима који су датовани током персијском педиода (5. - 4. век пре нове ере). Керамика је припадала мештанима који су доносили уље, вино и пшеницу на горње брдо.
Преко Цитаделе се градило током хеленистичког и римског периода. Ирод је реконструисао доњи град да би се овде производио хлеб. Град је постојао овде све док Римљани нису уништили Јерусалим 135. године наше ере. Тел Арад је био у рушевинама 500 година, док у исламска периоду није поново обновљен и функсционисао 200 година до 861. године нове ере када је дошло до колапса централне власти и побуна у региону. Цитадела је тада уништена и више се ништа није подизало на локалитету.

## Светилиште у Араду
Храм у Араду је открио археолог Јоханан Ахарони 1962. године. Ахарони је провео остатак свог живота ископавајући га док није умро на локалитету средином 1970-их.
Ахарони је на локалитету пронашао натпис на коме пише "Кућа Јахвеа" за који Вилијам Девер тврди да се односи на храм у Араду или храм у Јерусалиму.
Доње насеље и горња Цитадела су данас део Тел Арад националног парка који је започео пројекте реконструкције зидова локалитета.